# Radicalair-nucleofiele aromatische substitutie
De radicalair-nucleofiele aromatische substitutie of SRN1-reactie is een type nucleofiele aromatische substitutie, waarbij als intermediair een radicaal wordt gevormd. Een goede leaving group (meestal een halogeen) op een aromatische verbinding wordt daarbij vervangen door een nucleofiel. Een voorbeeld van een dergelijke reactie is de Sandmeyer-reactie.
Het nucleofiel kan natriumamide, een alkoxide of een koolstofverbinding (zoals een enolaat) zijn. In tegenstelling tot sommige andere nucleofiele aromatische substituties is hier geen elektronegatieve substituent op de aromatische ring nodig.
Dit type reactie werd in 1970 ontdekt door Bunnett en Kim. De 1 in de afkorting SRN1 verwijst naar het feit dat de snelheidsbepalende stap in de reactie unimoleculair is. Daarmee is het vergelijkbaar met de SN1-reactie.

## Reactiemechanisme
De reactie start met een arylhalogenide (1) dat een elektron ontvangt van een radicaalinitiator. Hierdoor wordt een aromatisch radicalair ion (2) gevormd. Dit intermediair is in staat om het halogenide af te splitsen, waardoor het koolstofatoom uit de aromatische ring een radicaal wordt (3). Dit arylradicaal kan nu reageren met het nucleofiel 4, met vorming van een nieuw radicalair ion (5). Dit ion staat een elektron af aan het volgende aromatisch radicalair ion 2 en vormt het uiteindelijke reactieproduct 6. Dit is de propagatiestap en zo ontstaat een zichzelf onderhoudende cyclus.
Om deze cyclus te doorbreken reageert het aromatisch radicalair ion 2 met een proton (H+) van een zuur (7). Opname van dit proton leidt tot vorming van benzeen (8). Dit is de terminatiestap.